# Paragonimus westermani
Paragonimus westermani is een parasitaire platworm uit de orde Digenea en de familie Paragonimidae. Het is de meest voorkomende soort die in Azië bij mensen de ziekte paragonimiasis veroorzaakt. De soort is beschreven door de Nederlandse bioloog en Artisdirecteur Coenraad Kerbert en vernoemd naar de eerste directeur en oprichter van Artis, Gerardus Frederik Westerman. Westerman ontdekte deze worm bij Bengaalse tijgers uit zijn dierentuin.

## Beschrijving
Deze parasiet heeft een ingewikkelde levenscyclus waarbij een waterslak en een kreeftachtige als tussengastheer optreden en een zoogdier de uiteindelijke gastheer is. Honden, katten en mensen kunnen slachtoffer worden. Een volwassen, geslachtsrijpe parasiet is een "worm" van 7 tot 16 mm bij 4 to 8 mm, het formaat en ook de kleur van een koffieboon.

### Levenscyclus
De ziekte paragonimiasis wordt veroorzaakt door het eten van zoetwaterkreeften en andere kreeftachtigen die niet voldoende zijn doorgekookt. Hierin bevinden zich ingekapselde larven (metacercaria). Deze larven doorlopen een volgend stadium en dringen via het maag-darmstelsel de buikholte in en boren zich door het middenrif en komen zo terecht in de longen waar ze eieren leggen en ze zich inkapselen. De eitjes zijn 0,080 tot 0,120 mm lang en 0,045 tot 0,070 mm breed en bruingeel van kleur. Deze eitjes worden opgehoest en kunnen direct, of via ontlasting in het water terechtkomen. Daar komen de eitjes uit en veranderen in een vrijlevende larve (het miracidium stadium) die zich met trilhaartjes voortbeweegt. Deze larven zoeken een slak op. Er zijn 54 soorten slakken bekend uit de klasse Neotaenioglossa die als tussengastheer kunnen optreden. De larven verlaten de slakken en verplaatsen zich opnieuw in een vrij levend stadium (cercaria-stadium) en nestelen zich in een kreeftachtige.